# Ramat Ha-Sharon
Ramat Ha-Sharon (littéralement "les hauteurs du Sharon" en hébreu) est une ville de la banlieue nord de Tel Aviv, située entre Tel Aviv et Herzliya. Elle a été fondée en 1923 par des immigrants venus de Pologne au début du XXe siècle. Pour garder son caractère non-urbain, Ramat Ha-Sharon a refusé pendant plusieurs années de passer du statut de conseil local à celui de ville.

le blason de Ramat Ha-Sharon est orné d'un rameau avec 3 grenades, motif que l'on trouve sur d'anciennes pièces de monnaie (66 - 70 C.E.)[1]
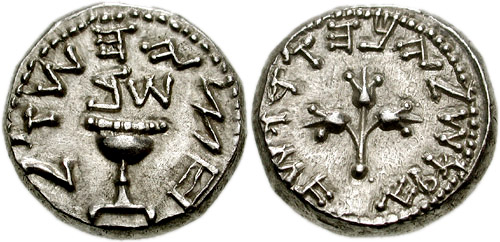
la pièce avec le motif original (shekel datant de la Grande révolte juive)

## Résidents célèbres
- Moshe Kelman (1923-1980), militaire israélien, connu pour les massacres qu’il dirige en 1948 ;
- Yitzhak Arad (1926-2021), directeur de Yad Vashem
- Eli Yatzpan (1965-), humoriste de la télévision israélienne.
- Daniella Kertesz, actrice, a grandi dans la commune.
- Yael Naim, chanteuse, a grandi dans la commune.
- Sivan Rahav-Meir, journaliste, y est née.
- Rav Yaacov Edelstein, rabbin de la ville. (-2017)
- Yoav Levanon, pianiste, y est né en 2004.

## Jumelage
- Tallahassee (États-Unis)
- Georgsmarienhütte (Allemagne)
- Dunkerque (France)
- Saint-Maur-des-Fossés (France)[2]

## Économie
Israel Military Industries est implantée à Ramat Ha-Sharon.